# ウィーン地下鉄2号線
ウィーン地下鉄2号線（Line U2）は、カールスプラッツ駅からゼーシュタット駅までを結ぶ、ウィーン地下鉄が運営する地下鉄路線の1つである。

## 駅一覧
- カールスプラッツ駅
- ミュージアムクォーター駅
- フォルクステアーター駅
- ラートハウス駅
- ショッテントーア駅
- ショッテンリンク駅
- タボーアシュトラーセ駅
- プラーターシュテルン駅
- メッセ・プラター駅
- クリーアウ駅
- シュターディオン駅
- ドナウマリーナ駅
- ドナウシュタットブリュッケ駅
- シュタットラウ駅
- ハルデクガッセ駅
- ドナウシュピタール駅
- アスペルンシュトラーセ駅
- ハウスフェルトシュトラーセ駅
- アスペルン・ノルト駅
- ゼーシュタット駅